# Amenthes Cavi
Amenthes Cavi és una formació geològica de tipus cavus a la superfície de Mart, localitzada amb el sistema de coordenades planetocèntriques a 18.9 ° latitud N i 125.84 ° longitud E, que fa 1.330,5 km de diàmetre. El nom va ser aprovat per la UAI l'any 2006 i fa referència a una característica d'albedo.